# 東京流れ者
『東京流れ者』（とうきょうながれもの）は、日本の歌謡曲および、それをモチーフとした日本映画とその舞台化作品。
原曲は、作曲者不詳の伝承歌である。1965年に竹越ひろ子と松方弘樹の競作で歌詞違いのレコードが発売された（松方盤の題は『関東流れ者』）。翌年に渡哲也の主演による同題の映画が公開され、また渡の歌唱によるシングルが発売された。渡盤は38万枚を売り上げた。渡は1971年にもセルフカバーを行っている。
なお、本曲とほぼ同じメロディの歌謡曲に『悲しきわがこころ』がある。

## 歌謡曲
竹越ひろ子盤
（キング BS-275、1965年） - 題は『東京流れもの』
- 作詞：永井ひろし 採譜・編曲：桜田誠一

松方弘樹盤
（コロムビア SAS-593、1965年） - 題は『関東流れ者』
- 作詞：石本美由起 採譜・編曲：土田啓四郎

渡哲也盤
（クラウンレコード CW-463、1966年）
- 作詞：川内和子 採譜・補作曲：叶弦大 編曲：小杉仁三

藤圭子盤
（RCA JRT-1077、1970年） - 『圭子の夢は夜ひらく』のB面。題は『東京流れもの』
- 作詞：石坂まさを 編曲：原田良一

ベスト・アルバム『藤圭子 伝説の名曲』に収録されている。
渡哲也盤
（テイチク SN-1051、1971年） - 歌詞の異なるセルフカバー。
- 作詞：高月ことば 編曲：山倉たかし

このほか西田佐知子（CD-BOX『西田佐知子歌謡大全集』）、小林旭などがアルバム収録曲やコンサートレパートリーとして歌っている。

### 影響
- 1984年にTBSテレビで放送されたテレビドラマ『スクール☆ウォーズ』の登場人物、大木大助（演：松村雄基）がよく口ずさむ曲として登場する。

## 映画
1966年（昭和41年）4月10日公開。上映時間83分（8巻2,258m）、カラー、シネマスコープ（2:35:1）。製作・配給：日活。監督：鈴木清順。
同年公開のシリーズ続編に『続東京流れ者 海は真っ赤な恋の色』（監督：森永健次郎）がある。

### 製作・評価
鈴木清順は後年「自らが監督しての続編を製作したい」と述べていた。
2016年に公開されたアメリカ映画『ラ・ラ・ランド』監督のデイミアン・チャゼルによれば、同作品は映画版『東京流れ者』をオマージュした作品であるという。

### ストーリー
東京。ヤクザ組織・倉田組が解散して不動産会社となるが、かねてより対立する大塚組が、倉田組元組長・倉田のビルを狙い、彼に融資している金融業者の吉井からビルの権利書をだまし取り、彼を殺害する。かつて「不死鳥の哲」の異名で知られた倉田組元組員・本堂哲也は、抗争を嫌って吉井殺しの罪をかぶることを決意し、倉田に「東京を離れる」と告げる。倉田はかつての兄弟分が根を張る東北の庄内へ行くことをすすめる。
ところが庄内には哲を追う刑事だけでなく、大塚組の殺し屋「蝮（まむし）の辰」が待ち構えており、哲は彼らの追跡を振り切りながら、なぜ自分の足どりが漏れたのかいぶかしがる。哲が世話になろうとした庄内組は北組と南組に分かれての大抗争の最中であり、辰が双方を狙撃してあおったことで、哲も争いに巻き込まれ、怪我を負う。そこをかつての大塚組組員で、今は一匹狼の「流れ星の健」が助ける。健は、庄内を離れることをすすめ、健と親しいクラブ経営者・梅谷がいる佐世保へともに渡る。
梅谷は表向き暖かく哲を迎え、ともに辰を倒すが、ある日哲に銃を向ける。倉田がビルを取り戻すため大塚組と手打ちをし、その条件として、かつての兄弟分である梅谷に哲の殺害を命じていたのだった。しかし梅谷は哲を殺すことをためらい、逃げるままにまかせる。倉田の寝返りが信じられない哲は、真実を確かめるため東京へ帰る。
銀座。大塚組組長・大塚は、哲の恋人で歌手の千春を軟禁し、倉田から奪ったナイトクラブで彼女の稼ぎを独占していた。哲はクラブへ乗り込んで大塚とその子分を皆殺しにし、居合わせた倉田に盃を返す。追い詰められた倉田は手首を切る。倉田の死を見届けた哲は、「流れ者に女はいらない」と千春に別れを告げ、夜の闇に向かって去って行く。

### キャスト
- 本堂哲也＝不死鳥の哲：渡哲也
- 千春：松原智恵子
- 辰造＝蝮の辰：川地民夫
- 相沢健次＝流れ星の健：二谷英明

- 田中（大塚の子分）：郷鍈治
- 睦子（倉田ビルの事務員・田中の恋人）：浜川智子
- 敬一（クラブのバーテンダー兼ピアニスト）：吉田毅（新人）
- 梅谷：玉川伊佐男
- 大塚：江角英明
- 倉田：北竜二

- 吉井：日野道夫
- 小柳（大塚の子分）：玉村駿太郎
- 島田（庄内南組組長）：緑川宏
- 熊本（倉田の側近・クラブ支配人）：長弘
- 高橋（庄内北組組長）：久松洪介
- 音吉（佐世保湊組組員）：柴田新三
- 藤村（佐世保湊組組員）：木浦佑三

- 酒井刑事：伊豆見雄
- 大塚の子分：二階堂郁夫
- 佐世保湊組組員：本目雅昭
- 庄内北組組員：戸波志朗
- 庄内南組組員：小林亘
- 大塚の子分：沢美鶴
- 庄内北組組員：荒井岩衛

- 倉田家女中：横田楊子
- 庄内南組組員：高緒弘志、大庭喜儀
- 庄内北組組員：中平哲仟
- 大塚の子分：溝口拳
- 佐世保湊組組員：北上忠行

### スタッフ
- 監督：鈴木清順
- 企画：仲川哲朗
- 原作・脚本：川内康範
- 撮影：峰重義
- 照明：熊谷秀夫
- 録音：秋野能伸
- 美術：木村威夫
- 編集：井上親彌
- 助監督：葛生雅美
- 音楽：鏑木創
- 主題歌：渡哲也「東京流れ者」（作詞：川内和子 作曲：不詳 補作・編曲：叶弦大 クラウンレコード）
- 挿入歌：
  - 鹿乃侑子「ブルーナイト・イン・アカサカ」（作詞：北原たけし 作曲：楠井景久 編曲：鏑木創）
  - 二谷英明「男のエレジー」（作詞：川内康範 作曲・編曲：鏑木創）
- 技斗：高瀬将敏
- スクリプター：桑原みどり（クレジットなし）[4]
- スチル：萩野昇（クレジットなし）[5]

## 舞台
映画会社の日活と、舞台制作会社のLEGEND STAGEがタッグを組み、昭和の名作映画をリメイクし舞台化するプロジェクト「CINEMATIC STAGE」の第2弾として、2024年3月から4月に京都と東京で上演。脚本・演出は斎藤栄作、主演は福田悠太。

### キャスト（舞台）
- 本堂哲也 - 福田悠太
- 相沢健次 - 本髙克樹
- 青山千春 - 川村海乃
- 巽冬子 - 麻央侑希
- アレキサンダー又吉 - 吉田メタル
- 田中一郎 - 碕理人
- 梅谷新司 - 岩戸秀年
- 吉井幸喜 - 五十嵐啓輔
- 如月乙葉 - 武藤晃子
- 大塚正人 - 石坂勇
- 倉田寛治 - 天宮良
- アンサンブル − 田沼ジョージ、湯田昌次、久保田浩介、篠原孝文、横松龍、竹内一喜、宮原理子、森下結音、平沢奈美、德嵩ノエル

### スタッフ（舞台）
- 総合プロデューサー - 黒谷通生（レジェンドステージ）
- 脚本・演出 - 斎藤栄作
- 殺陣 - 渥美博
- 音楽 - Meteor Lab Produced by miyake （mihimaruGT）
- 振付 - JUN
- 企画・制作・製作幹事 - レジェンドステージ
- 主催 - 舞台「東京流れ者」製作委員会

### 日程（舞台）
- 2024年3月30日 - 31日、京都・京都劇場
- 2024年4月10日 - 15日、東京・シアター1010